# Secrets of Love
«Secrets of Love» es una canción de 2006 grabada conjuntamente por el artista suizo DJ BoBo y la cantante alemana Sandra. Publicada el 3 de marzo de 2006 como sencillo del álbum recopilatorio DJ BoBo - Greatest Hits, la canción tuvo éxito en los países de Suiza y Alemania, en donde alcanzó el top 15 de sus listas musicales. El vídeo musical fue dirigido por Robert Bröllochs y filmado en el parque de Disneyland de París, en Francia.

## Sencillo
«Secrets of Love»
- CD maxi

1. Radio Version - 3:17
2. Club Mix Radio Edit * - 3:59
3. Club Mix * - 6:42
4. Instrumental - 3:19
5. Bonus Video: Secrets of Love

(*) Producción de remezcla y grabación vocal adicional hecho por Jens Gad en los Gadstudios.com.

## Posiciones
| País (2006) | Puesto alcanzado |
| ----------- | ---------------- |
| Alemania    | 13               |
| Austria     | 39               |
| Suiza       | 5                |